# Katia Bellillo
Katia Bellillo (Foligno, 17 febbraio 1953) è una politica italiana.
È stata Ministro per gli affari regionali dal 21 ottobre 1998 al 26 aprile 2000 nei governi D'Alema I e D'Alema II, Ministro per le pari opportunità dal 26 aprile 2000 al 11 giugno 2001 nel governo Amato II e deputata alla Camera nella XIV e XV legislatura della Repubblica Italiana.

## Biografia

### Attività nel territorio
Si è laureata in Pedagogia presso la facoltà di Magistero dell'Università degli Studi di Perugia ed ha conseguito il diploma della scuola diretta a fini speciali per assistenti sociali presso la facoltà di Scienze politiche del medesimo ateneo, orientando i suoi interessi soprattutto sulla mediazione familiare.
Alle elezioni regionali in Umbria del 1975 e del 1980 viene eletta consiglio regionale dell'Umbria per due legislature (fino al 1985) tra le liste del PCI, in cui ricoprì la carica di vicepresidente del Consiglio regionale (dal 1983 al 1985). È stata presidente della Consulta della Regione Umbria per le Pari Opportunità fra uomo e donna dal 1977 al 1987.
Nel 1979 ha avuto la delega dall’assessore alla sanità per presiedere il comitato per le celebrazioni dell’Anno internazionale del bambino. Nel 1981 ha coordinato il comitato istituito dalla Regione dell’Umbria per le celebrazioni dell’Anno Internazionale delle persone portatrici di Handicap, promosso dall’ONU. In quella occasione ha contribuito a costituire la prima cooperativa di servizio e lavoro per l’inserimento di persone con problemi psichiatrici, della quale fu poi presidente.
È stata poi consigliere comunale a Perugia, dove fu componente del consiglio di amministrazione dell'ASP, l'azienda dei trasporti pubblici della provincia di Perugia, e membro del comitato di gestione dell'USL.
Giunse ad essere vicepresidente della Giunta provinciale di Perugia ed assessore con delega alla programmazione faunistica, servizi sociali, istruzione, cultura, sport e tempo libero, pari opportunità, in cui ha sperimentato nel 1997 il primo progetto di telelavoro in una pubblica amministrazione. Contemporaneamente, fece aprire il primo servizio pubblico di mediazione familiare

### Attività ministeriale e parlamentare
Nell'ottobre 1998 partecipa alla scissione interna a Rifondazione Comunista, entrando a far parte del nuovo Partito dei Comunisti Italiani, che garantiva il suo appoggio all'Ulivo. Poche settimane dopo viene chiamata a far parte del primo Governo D'Alema, per essere poi riconfermata nel secondo, ricoprendo in entrambi i governi l'incarico di Ministra per gli affari regionali. Nel successivo Governo Amato, invece, fu Ministra per le pari opportunità. Il 5 marzo 2001, per il "V-Day", legge un brano de I monologhi della vagina.
Alle elezioni politiche del 2001 viene eletta alla Camera dei deputati nel collegio uninominale di Orvieto: nella legislatura era membro della XIV Commissione Politiche Europee e membro della segreteria Nazionale del PdCI come responsabile del Dipartimento Diritti Civili. Celebre in questo periodo fu lo scontro fisico avuto con la onorevole Alessandra Mussolini nella trasmissione Porta a Porta, dove il conduttore Bruno Vespa non riuscì a fermare la loro ira, con la Mussolini che sferrò un calcio col tacco nelle zone basse dell'allora ministra, la quale la frustò col microfono che aveva indosso. Interdetti rimasero gli ospiti, tra cui Vittorio Sgarbi ed Alba Antonella Parietti. La trasmissione fu quindi interrotta.
Alle elezioni politiche del 2006 è rieletta alla Camera dei deputati con il PdCI, restando in carica fino al termine della legislatura nel 2008.

### Dopo l'esperienza parlamentare
Dopo la sconfitta elettorale de La Sinistra l'Arcobaleno nelle elezioni politiche del 2008, espresse molte critiche alla linea della maggioranza del suo partito, guidata dal segretario Oliviero Diliberto, denunciandone la deriva identitaria e settaria. Si è fatta, così, promotrice, nell'ambito del V congresso del PdCI, della mozione congressuale "Una necessità per il paese: unire la sinistra" alternativa a quella del Segretario. Tale mozione, sottoscritta tra gli altri dall'europarlamentare Umberto Guidoni, e sostenuta dal 10% del Comitato Centrale del PdCI propone la necessità di creare un partito unico e di massa della sinistra, prendendo atto della sconfitta storica e degli errori commessi. Si sostiene, inoltre, la necessità di un nuovo centrosinistra, che veda protagoniste la sinistra e il PD, con cui, pur mantenendo salde le critiche alla deriva centrista del suo segretario Veltroni, bisogna dialogare e confrontarsi per lanciare la sfida alle destre per il governo del paese.
Infatti, secondo la mozione, la sinistra deve porsi il problema del governo. Questo non significa, però, debba stare per forza al governo, ma che deve porsi come forza in grado di governare e di portare delle proposte e delle politiche di alternativa concrete e credibili. La mozione ottiene circa il 5% dei voti degli iscritti. In polemica con la linea politica uscita vincente dal congresso gli appartenenti all'area Unire la Sinistra rifiutano di entrare nel Comitato Centrale e nella Direzione Nazionale del PdCI e in seguito fuoriescono dal Partito partecipando nel 2009 alla nascita di Sinistra Ecologia e Libertà.
Katia Bellillo uscirà già nella prima metà del 2010 dalla formazione di Vendola ed aderisce in seguito al Partito della Rifondazione Comunista, di cui fa parte per alcuni anni. Nel 2013 aderisce al Movimento RadicalSocialista, di cui è stata anche portavoce nazionale.
Alle elezioni politiche del 2018 sostiene la lista elettorale Potere al Popolo!.
Alle elezioni amministrative del 2019 si candida a sindaco di Perugia, sostenuta dalla lista elettorale di sinistra "Perugia Città in Comune" formata da Rifondazione Comunista, Sinistra Italiana, Possibile e Partito Comunista Italiano, raccogliendo tuttavia l'1,77% dei voti e piazzandosi al quarto posto.

## Altre attività
È stata anche presidente e fondatrice dell'Associazione Ossigeno Onlus (che aveva come scopo la denuncia e la cancellazione delle discriminazioni, per la laicità, l'uguaglianza e la pluralità). Il suo impegno è caratterizzato dalla difesa della laicità dello Stato e dal riconoscimento di ogni identità sessuale, tanto che da Ministra ha dato la sua adesione piena al Gay pride internazionale del 2000 tenutosi a Roma. L'associazione Ossigeno Onlus è stata anche attiva sul fronte della lotta contro la violenza di genere e la promozione della "cultura del Rispetto". Il 9 luglio 2007 è nato il Comitato dell'Umbria di questa associazione. Nel febbraio del 2011 l'Associazione Ossigeno Onlus venne sciolta.
Tra le altre attività di Bellillo, c'è il suo impegno a sostegno del pugilato femminile (è stata consigliere della Federazione Pugilistica Italiana) e a sostegno dell'attività venatoria (ella stessa è cacciatrice).

## Opere
- Riprendiamoci Pechino. La lunga marcia dell’altra metà del cielo, Gruppo Albatros Il Filo, 2010, ISBN 978-8856735345